# 弗里曼特爾峰
弗里曼特爾峰（英語：Fremantle Peak），是南極洲的山峰，位於赫德島，海拔高度2,375米，在1948年由澳大利亞探險隊繪入地圖，以澳大利亞海港城市弗里曼特爾命名，現時由南極條約體系管理。